# Longxing si
Longxing si (Klasztor Pomyślnego Rozwoju, chiń. upr. 隆兴寺; chiń. trad. 隆興寺; pinyin Lóngxīngsì) – chiński klasztor, jeden z największych i najlepiej zachowanych klasztorów Chin.

## Historia klasztoru
Klasztor powstał w 6 roku okresu kaihuang (開皇) (581–600), czyli w roku 586, za panowania cesarza Wendi (文帝) (pan. 581–604) z dynastii Sui. Datę zbudowania klasztoru potwierdza stara stela zwana „Stelą Longcangsi” (chiń. 龙藏寺碑, pinyin: Lóngcángsìbēi) pochodząca z roku powstania klasztoru. Pierwotnie nosił nazwę Longcang si (chiń. 龙藏寺, pinyin: Lóngcángsì; Klasztor Ukrytego Smoka). Położony jest w pobliżu miasta Zhengding w prowincji Hebei, około 15 kilometrów na północ od stolicy prowincji – Shijiazhuang.
Poprzednio, za panowania cesarza Zhao Wen Di (昭文帝) (pan. 401–407) w państwie zwanym Późniejszym Cesarstwem Yan (384–407), na terenie przyszłego klasztoru znajdowały się ogrody Longteng. Zostały one przekształcone w klasztor.
Klasztor był często nazywany „Pierwszym klasztorem na południe od Pekinu” i „Klasztorem Wielkiego Buddy” (chiń. Dafosi). Wśród ludności prowincji Hebei krążyło powiedzenie: „Miasto Cangzhou ma lwy, miasto Dingzhou ma wieże, miasto Zhengding na dużego bodhisattwę”.
W 4 roku okresu kaibao (開寶) (968–976) za panowania cesarza Taizu (太祖) (pan. 960–976), czyli w roku 971, cesarz nakazał rozbudowę klasztoru i zmianę jego nazwy na Longxing (Klasztor Wznoszącego się Smoka).
Po dwóch dalszych rozbudowach klasztoru w czasie dynastii Qing (1644–1912) w okresach kangxi (康熙) (1661–1722) i qiánlóng (乾隆) (1735–1796) klasztor stał się jednym z największych w Chinach. W 1713 roku cesarz nakazał zmianę nazwy klasztoru na Longxing (Klasztor Pomyślnego Rozwoju).
Kompleks był często odwiedzany przez cesarzy chińskich różnych dynastii oraz innych sławnych ludzi, którzy zostawiali w klasztorze własnoręcznie napisane wiersze i teksty wyryte na stelach.
Obecnie klasztor jest otwarty dla zwiedzających jako muzeum. Jego powierzchnia zajmuje 85200 metrów kwadratowych. Jest uważany za jeden z dziesięciu najsłynniejszych klasztorów w Chinach. W 1953 roku ustanowiono specjalną grupę odpowiedzialną za zabezpieczenie zabytków kulturowych. W 1961 roku Rada Państwa ogłosiła kompleks Longxing chronionym przez państwo obiektem kulturalnym. Przeprowadzono także wiele prac konserwatorskich i badawczych.

## Obiekty architektoniczne i inne
Większość budowli klasztoru pochodzi z okresu Song lub późniejszego. Jak większość klasztorów, tak i ten zbudowany jest wzdłuż centralnej osi, po obu stronach której wybudowano sekwencje budynków. Klasztor zbudowany jest na planie prostokąta. Patrząc w kierunku południowym pierwszym budynkiem jest Budynek Niebiańskich Królów, następnie Budynek Mahamuni, Ołtarz Winai (lub Platforma Ordynacyjna), Pawilon Wielkiego Współczucia, Budynek Amitabhy. Na przeciwległym krańcu osi znajduje się Główny Budynek. W części wschodniej klasztoru znajdują się pomieszczenia mieszkalne mnichów.
- Pawilon Wielkiego Współczucia, Mahakaruna, Główny Budynek (chiń. 大悲阁; pinyinDàbēigé)

Jest to duży drewniany budynek o wysokości 33 metrów znajdujący się w tylnej części centralnej osi klasztoru. Mierzy 7 standardowych chińskich jednostek miary pomieszczeń („pokoi” bądź „zatok”) długości i 5 szerokości (głębokości). Jest trzykondygnacyjny z pięcioma warstwami dachowymi. Szczyty ścian i dach pokryte są zieloną glazurą. Wewnątrz znajduje się posąg bodhisattwy Guanyin. Rzeźba ta została odlana w brązie w początkowych latach panowania dynastii Song. Mierzy 22 metry wysokości. Ma tysiąc oczu i tysiąc rak, chociaż najbardziej widoczne są 42 ręce bodhisattwy trzymające w dłoniach różne przedmioty. Wokół tej statuy skonstruowano schody, które umożliwiają jej oglądanie od dolnych partii aż do samego szczytu. Rzeźba powstała na życzenie cesarza Taizu (太祖) (960–976). Jest jedna z największych rzeźb z brązu istniejących w Chinach.
Według zachowanych dokumentów budynek ten powstał w okresie kaibao, zapewne w czasie rozbudowy klasztoru w 971 roku. Został gruntownie odnowiony w 1944 roku.
- Pawilon Rotacyjnej Biblioteki (chiń. Zhuanlunzang)

Unikatowy przykład drewnianej architektury z okresu Song. Budynek zawiera rotacyjne półki na książki, na których niegdyś stały sutry buddyjskie. Pawilon pochodzi z XII wieku i jest najstarszym istniejącym budynkiem tego rodzaju. Budynek ten został odnowiony w XX wieku.
- Budynek Mahamuniego

Budynek został wybudowany w 4 roku okresu huangyou (皇祐) (1049–1054) panowania cesarza Renzonga (仁宗) (pan. 1022–1063) z Songów. Wnętrze budynku ozdobione jest bardzo dobrze zachowanymi freskami pochodzącymi z okresu Ming. Na ołtarzu pośrodku budynku znajduje się pięć glinianych posągów w złotych szatach, z których statuy Śakjamuniego, Ānandy i Mahakaśjapy pochodzą z okresu Song, a dwa inne z okresu rozbudowy klasztoru w okresie Ming. W tylnej północnej części pomieszczenia znajduje się gliniana rzeźba góry Sumeru, niekonwencjonalnie pomalowana. Rzeźba przedstawia liczne rodzaje ptactwa i dziwnych zwierząt; pośrodku spokojnie siedzi bodhisattwa Guanyin z wieńcem na głowie i wstążkami na ramionach. Ramiona i klatka piersiowa są pełne i zaokrąglone, ręce spoczywają na kolanach, jedna stopa spoczywa na lotosie, druga jest podkurczona. Promieniuje spokojem. Rzeźba ta wyłamuje się z tradycyjnego jednostajnego stylu religijnych wyobrażeń i jest dobrym przykładem rzeźby glinianej okresu Ming.

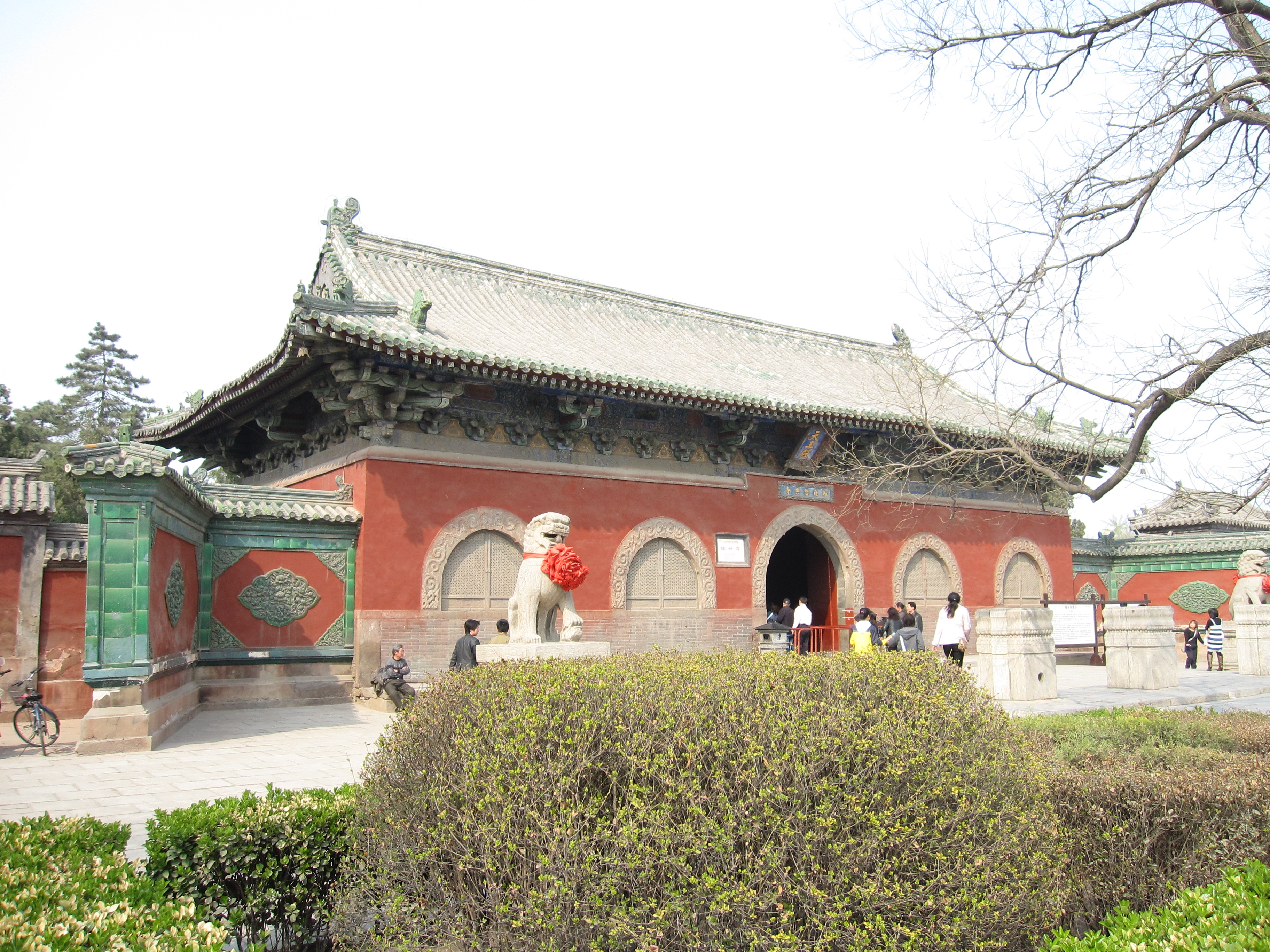
Główna brama
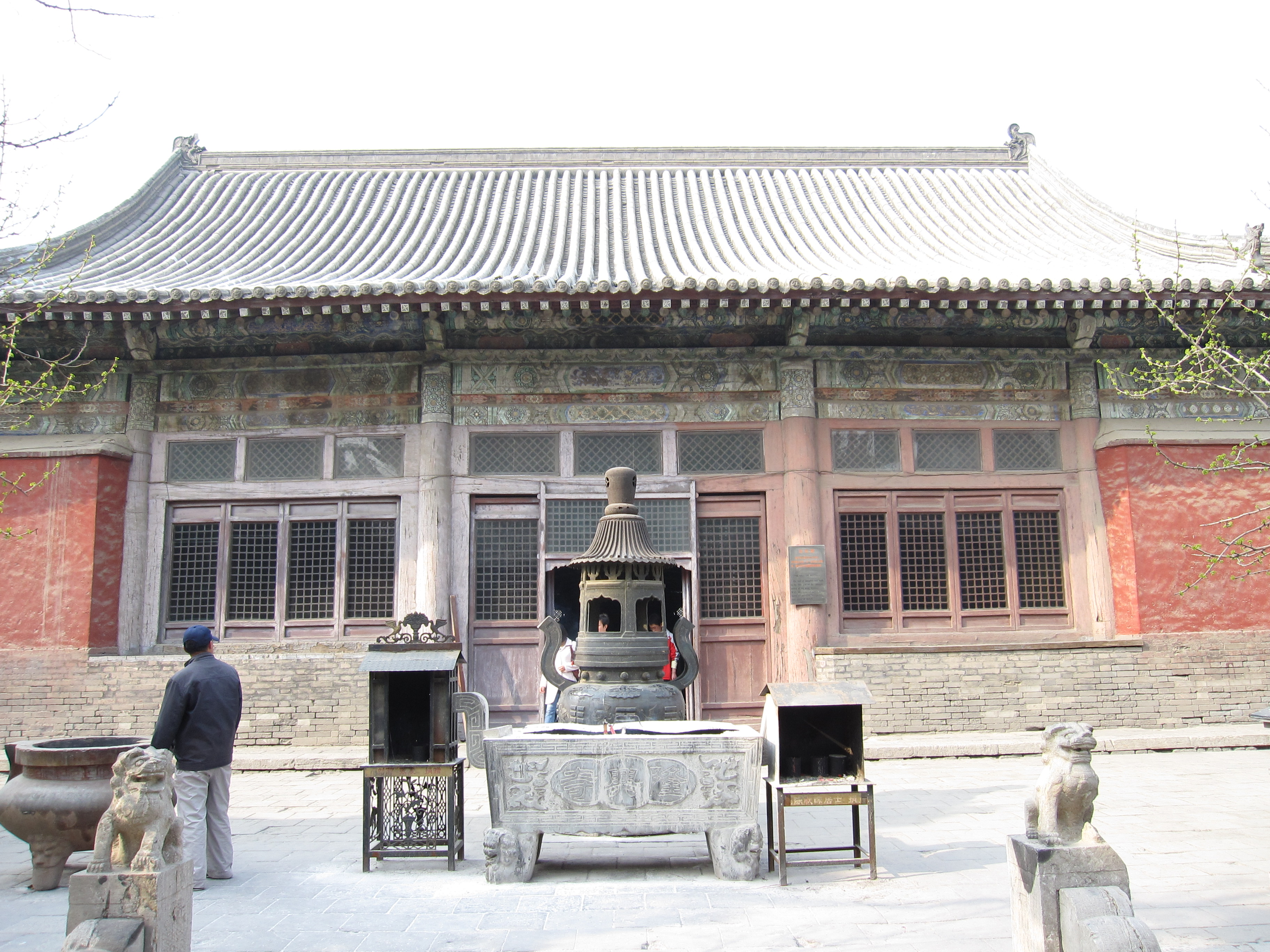
Budynek Wajroczany
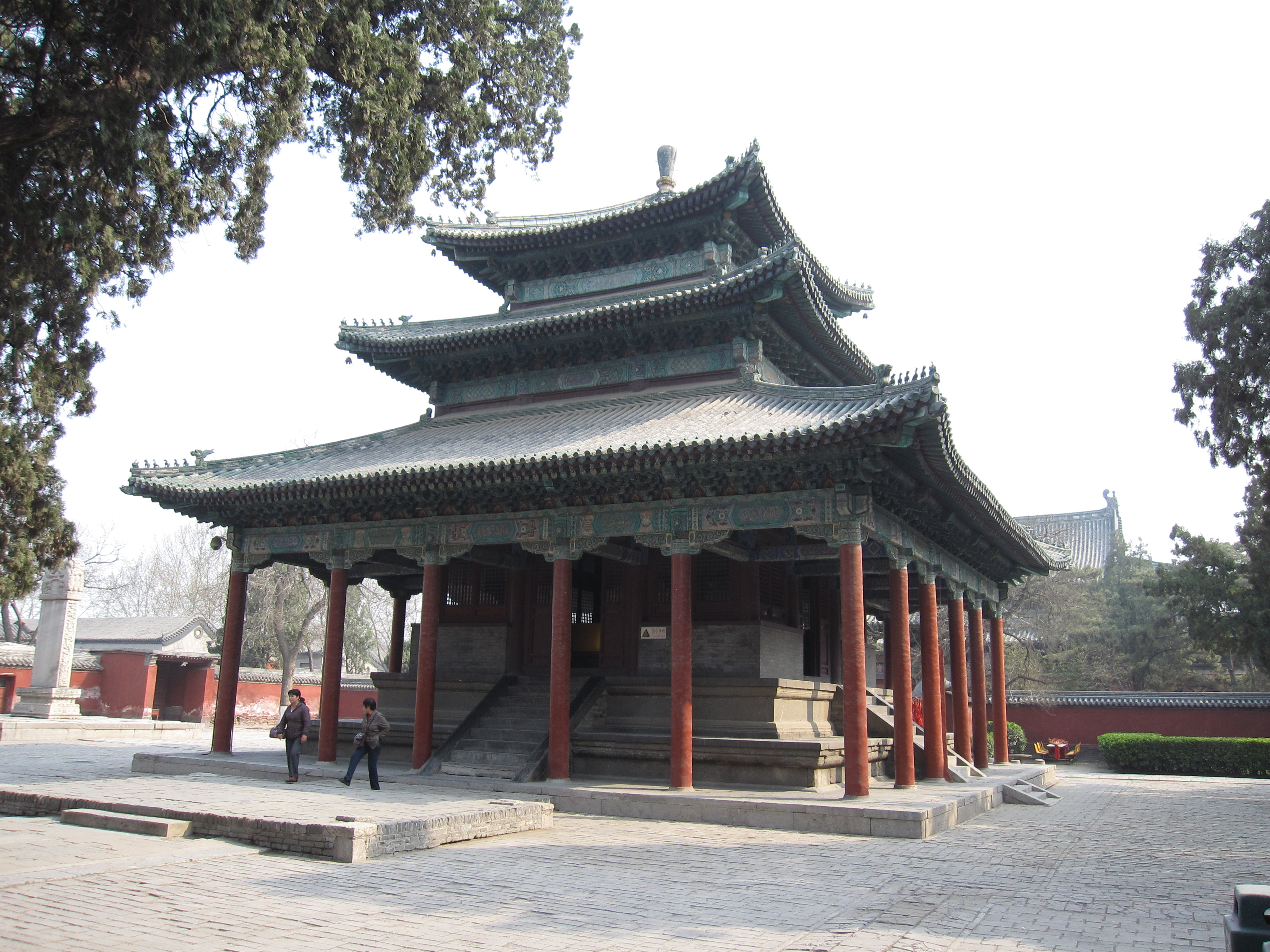
Ołtarz
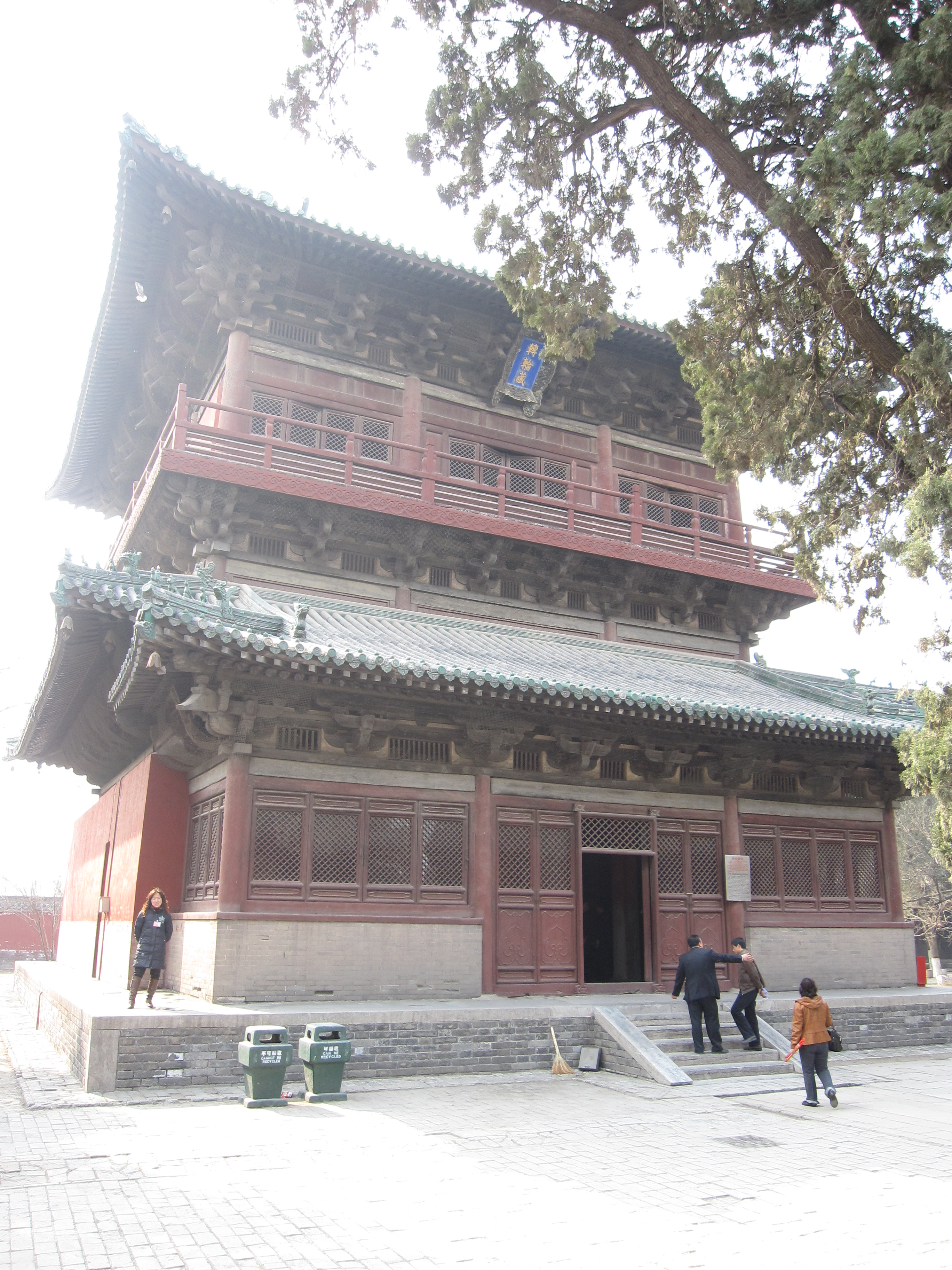
Pawilon Zhuanlunzang
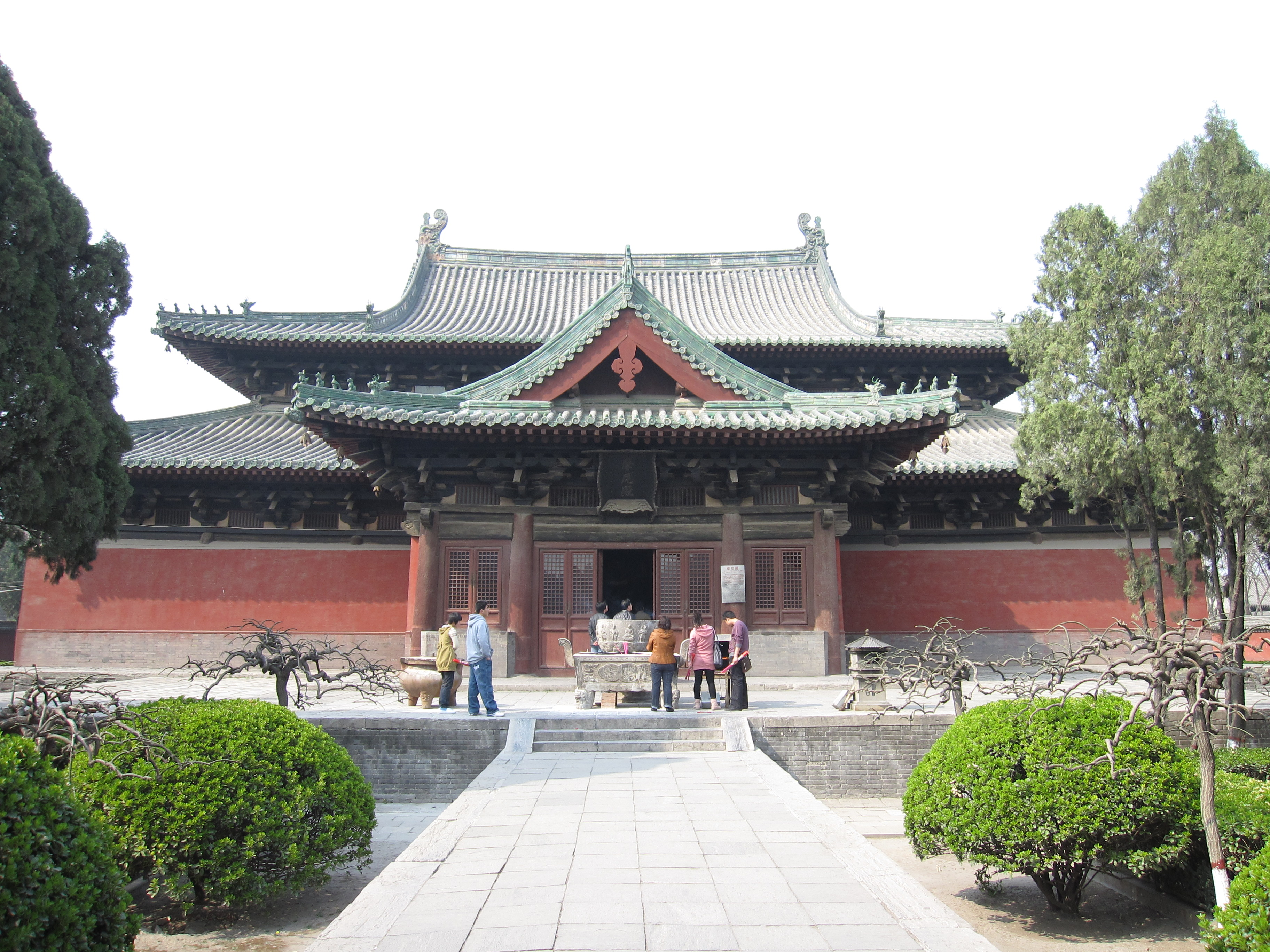
Front Budynku Manichejskiego
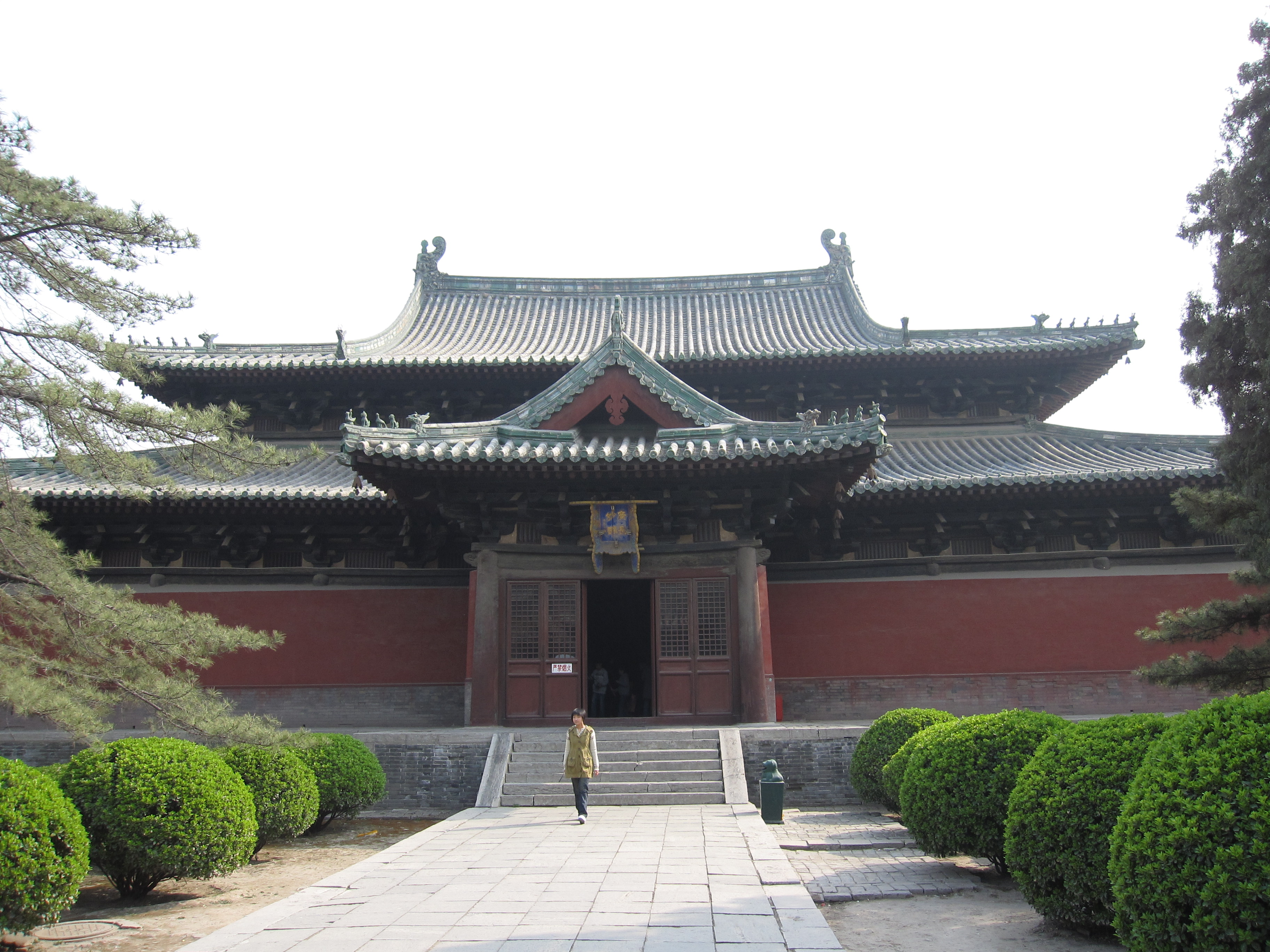
Tył Budynku Manichejskiego
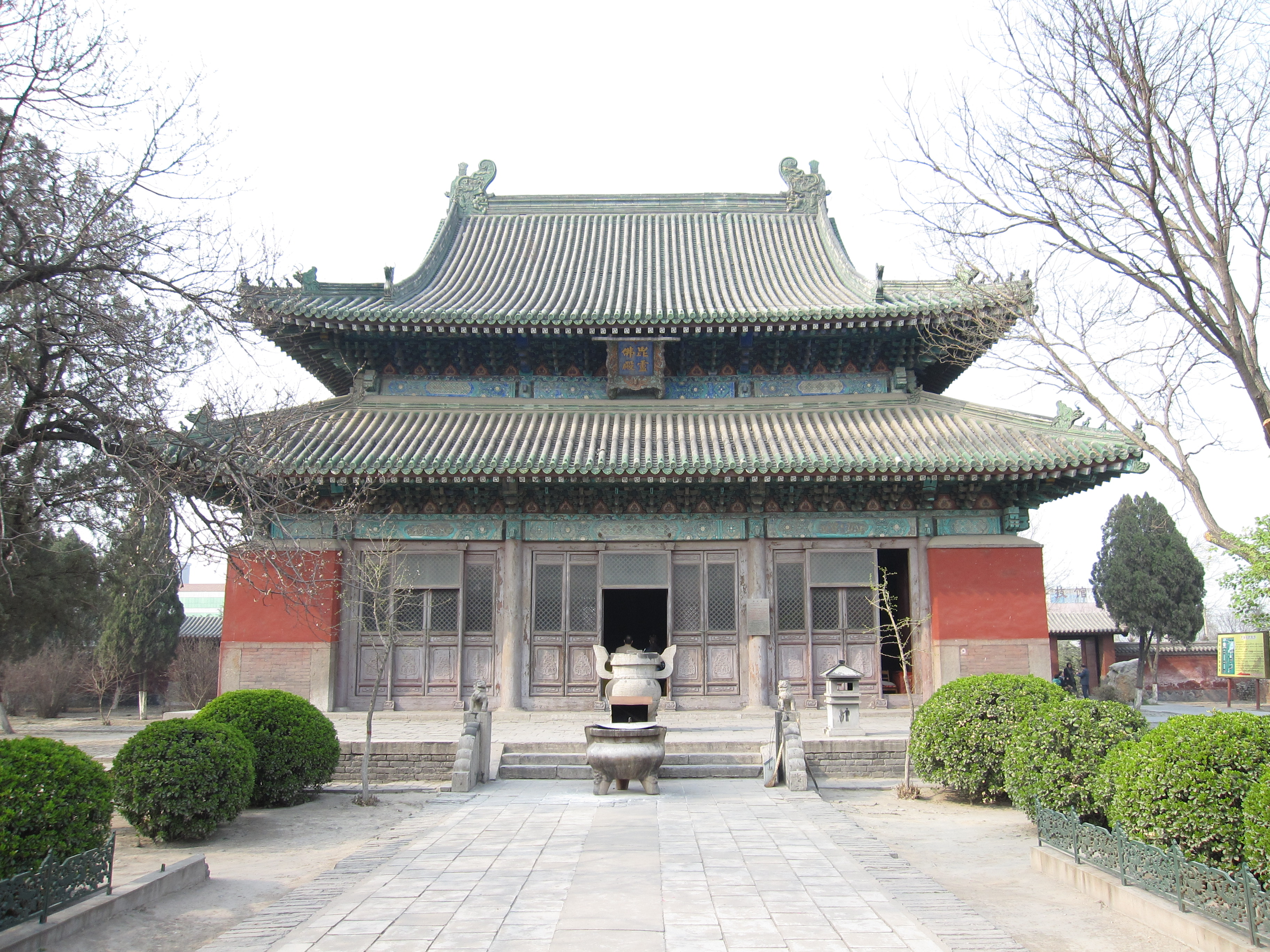
Budynek Wajroczany
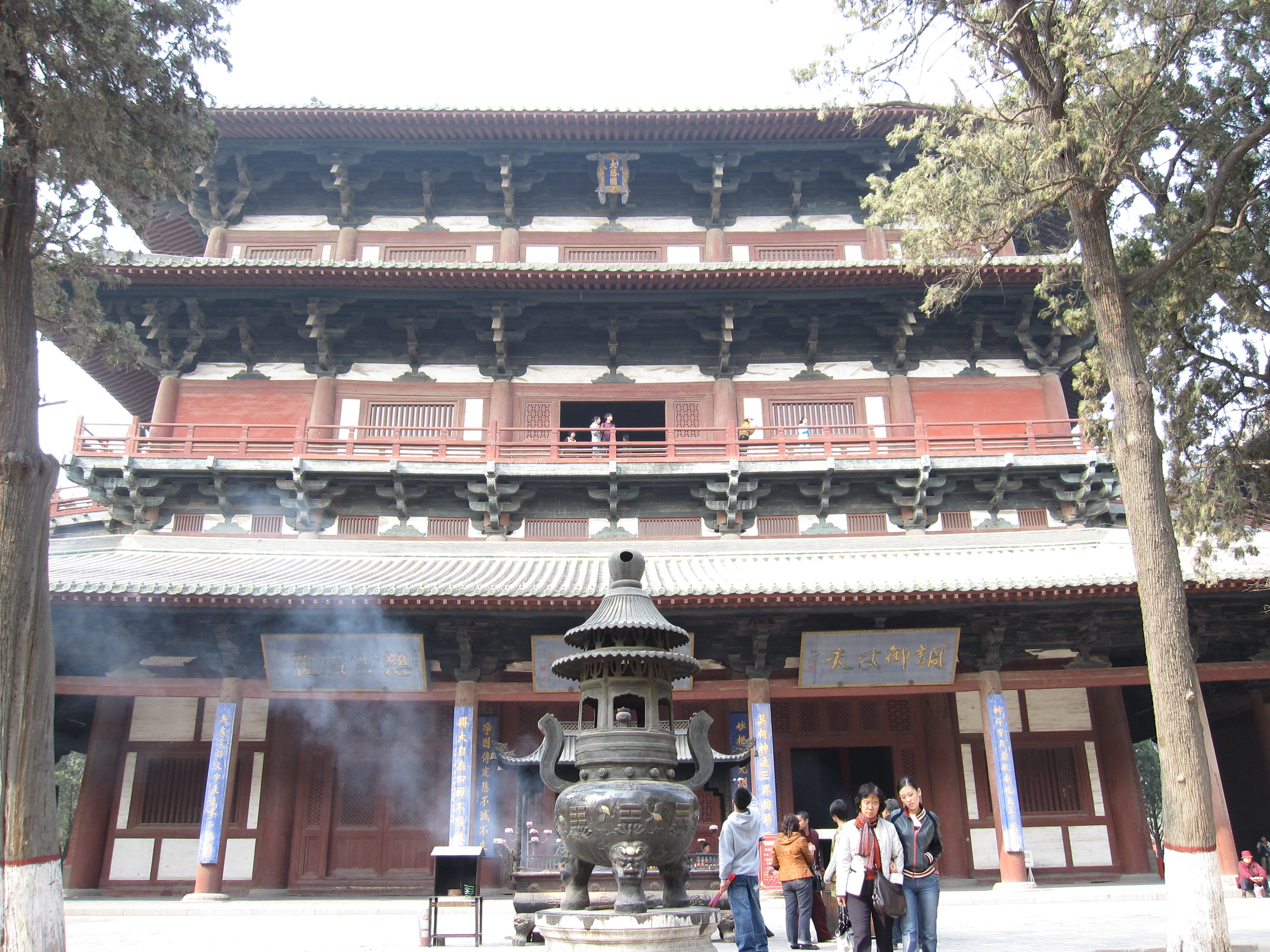
Pawilon Wielkiego Współczucia
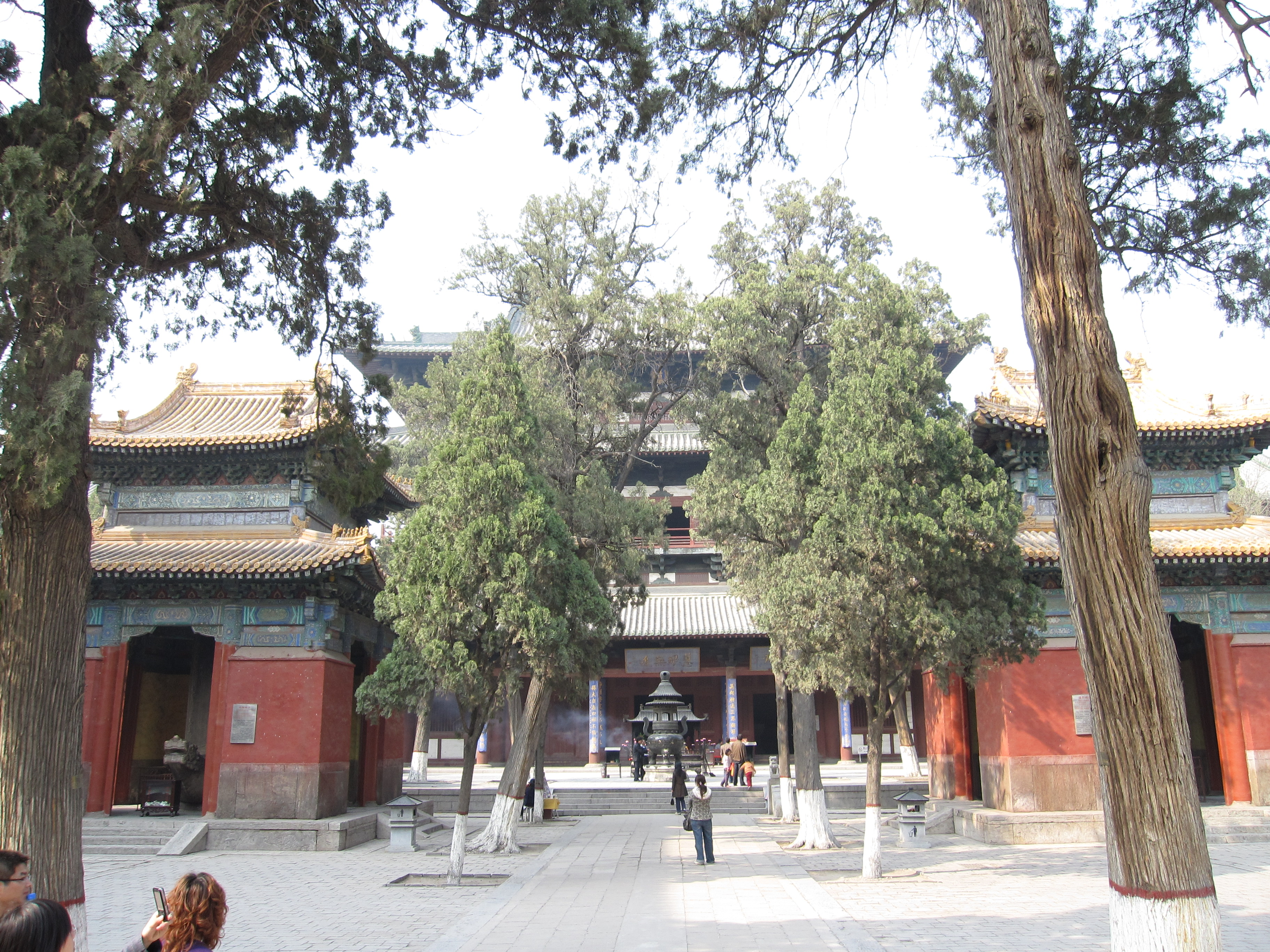
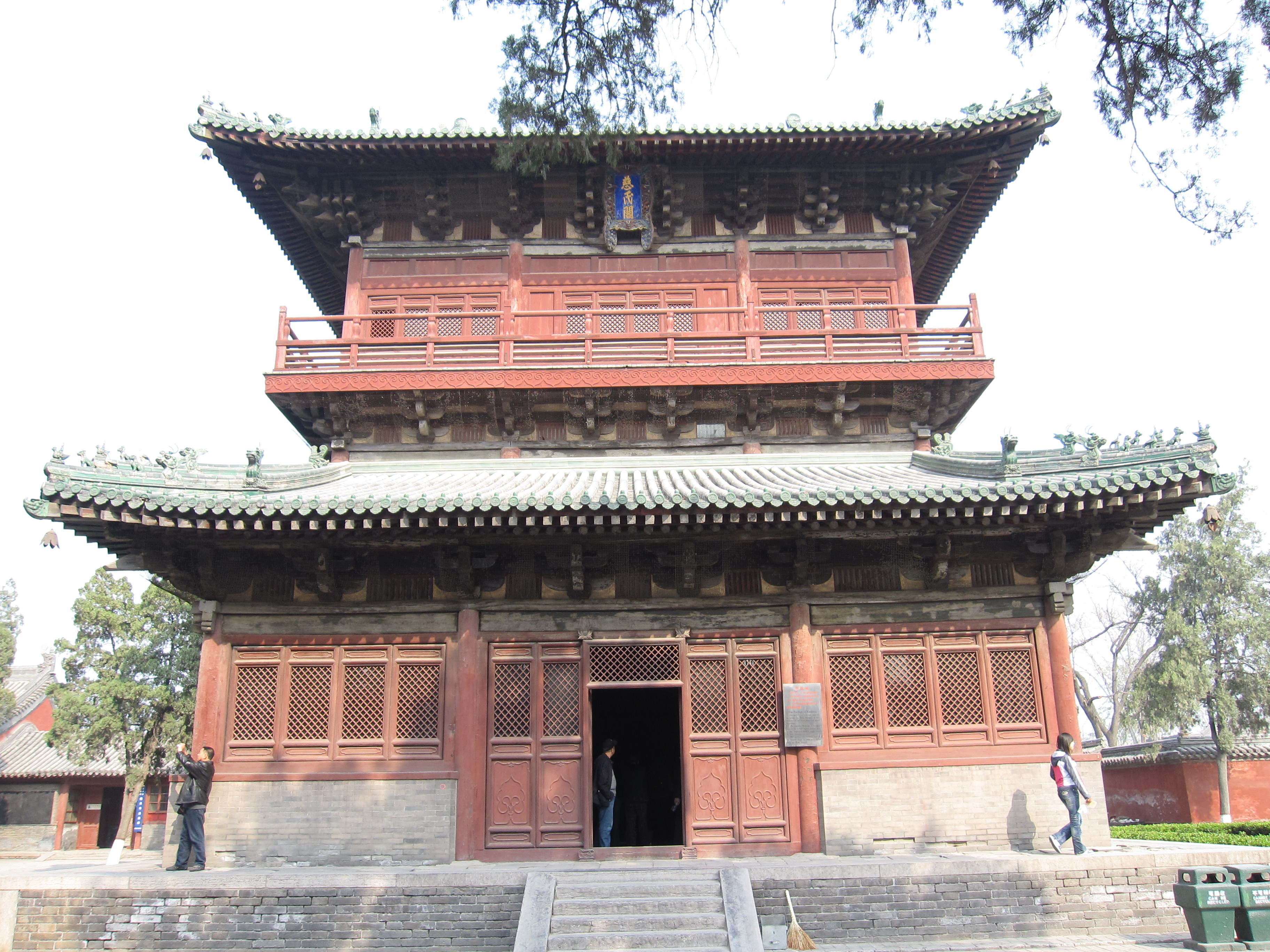
Pawilon Łagodności

Znajduje się w końcowej części centralnej osi. Pierwotnie był to główny budynek klasztoru Chongyin, który znajdował się w pobliżu północnej bramy Zhengding. Później klasztor ten został porzucony i zachował się tylko ten budynek. W 1959 roku został przeniesiony do klasztoru Longxing. Budynek ten został wybudowany w okresie wanli (萬曆) (1572–1620) dynastii Ming. Wewnątrz znajduje się odlana z brązu statua Wajroczany. Lotosowy tron Wajroczany jest pełen małych figurek buddów, których doliczono się 1000. Na trzecim poziomie tronu znajduje się jeszcze 12 figurek Wajroczany, czyli w sumie figurek buddów jest 1012.
- Tablice i stupy

Ze względu na długą historię klasztoru, znajduje się w nim ok. 40 różnych tablic i stel, z których najsłynniejsza i najważniejsza jest stela Longcang, pochodząca z roku wybudowania klasztoru. Styl kaligrafii, pełen mocy, zawdzięcza wiele stylowi Dynastii Północnych (386–581) i stela przeniosła ten styl do okresu dynastii Tang.

## Adres klasztoru
- Longxingsi, No.109 Zhongshan East Road, Zhengding County, Hebei 050800, China